# Opostega rezniki
Opostega rezniki là một loài bướm đêm thuộc họ Opostegidae. Nó được Koslov miêu tả năm 1985. Loài này có ở Kazakhstan.